# Hadrianustemplet
Hadrianustemplet, även benämnt Hadrianeum, är ett romerskt tempel, beläget i Rione Colonna i Rom. Det uppfördes år 145 e.Kr. av Antoninus Pius till den gudaförklarade Hadrianus ära.

## Beskrivning
Elva av de ursprungligen femton korintiska kolonnerna av prokonnesisk marmor samt en av cellans väggar är vad som återstår av tempelbyggnaden. Templet byggdes 1695 om till tullhus, Dogana di Terra, i barockstil, under ledning av Carlo och Francesco Fontana. I slutet av 1800-talet blev byggnaden säte för Roms börs. Kort därefter lät arkitekten Virginio Vespignani avlägsna barockelementen. Ytterligare en omstrukturering företogs av Tullio Passarelli 1928.

## Bilder
| - Reliefer från Hadrianustemplet (numera i Kapitolinska museerna) - Kejsar Hadrianus hälsas av gudinnan Roma, senaten och det romerska folket. - Kejsar Hadrianus förser Roms barn med livsmedel. - Förgudningen av Vibia Sabina, Hadrianus hustru. |